# VMware Workstation Player
VMware Workstation Player, trước đây là VMware Player, là một gói phần mềm ảo hóa cho các máy tính x64 chạy Microsoft Windows hoặc Linux, cung cấp miễn phí bởi VMware, Inc., một công ty trước đây là một bộ phận và có cổ đông lớn vẫn là Dell EMC. VMware Player có thể chạy các thiết bị ảo hiện có và tạo các máy ảo của riêng mình (yêu cầu phải cài đặt hệ điều hành để hoạt động). Nó sử dụng lõi ảo hóa tương tự như VMware Workstation, một chương trình tương tự với nhiều tính năng hơn, mất phí. VMware Player có sẵn để sử dụng phi thương mại cá nhân, hoặc để phân phối hoặc sử dụng khác bằng văn bản thỏa thuận. VMware, Inc. không chính thức hỗ trợ Player, nhưng có một trang web cộng đồng tích cực để thảo luận và giải quyết các vấn đề, và một cơ sở tri thức.
VMware Player miễn phí khác với VMware Workstation cho đến Player v7, Workstation v11. Năm 2015 hai gói đã được kết hợp là VMware Workstation 12, miễn phí cho phiên bản Player sử dụng phi thương mại, và khi mua mã bản quyền, nó trở thành VMware Workstation Pro có thông số kỹ thuật cao hơn.

## Tính năng
VMware đã tuyên bố vào năm 2011 rằng Player cung cấp đồ họa tốt hơn, hiệu năng nhanh hơn và tích hợp chặt chẽ hơn để chạy Windows XP trong Windows Vista hay Windows 7 so với Windows XP Mode của Microsoft chạy trên Windows Virtual PC, được cung cấp miễn phí cho tất cả mục đích sử dụng.
Các phiên bản trước VMware Player 3 không thể tạo các máy ảo (VMs), được tạo bởi một ứng dụng có khả năng hoặc được tạo thủ công bằng các câu lệnh được lưu trữ trong file văn bản có phần mở rộng ".vmx"; các phiên bản mới hơn có thể tạo VMs. Các tính năng của Workstation không có trên Player là "các tính năng tập trung vào nhà phát triển như Teams, đa Snapshots, Clones, và tính năng Virtual Rights Management cho bảo mật điểm cuối", và các hỗ trợ bởi VMware. Player cho phép một máy ảo hoàn chỉnh được sao chép bất cứ lúc nào bằng cách sao chép thư mục; wmặc dù không phải là một tiện ích chụp nhanh đầy đủ tính năng, điều này cho phép một bản sao của máy ở trạng thái cụ thể được lưu trữ và được hoàn nguyên về sau nếu muốn. Theo các thay đổi mặc định (bao gồm cài đặt proxy, mật khẩu, dấu trang, phần mềm đã cài đặt và phần mềm độc hại) được tạo trong VM được lưu khi tắt, nhưng tệp cấu hình.vmx có thể dễ dàng được chỉnh sửa để tự động tắt khi tắt máy, do đó mọi thay đổi đều bị loại bỏ.
VMware Player cũng được cung cấp với bản phân phối VMware Workstation, để sử dụng trong các bản cài đặt mà không phải tất cả người dùng máy khách đều được cấp phép sử dụng VMware Workstation đầy đủ. Trong môi trường mà một số máy không có giấy phép VMware Workstation chạy VMware Player, một máy ảo được tạo bởi Workstation có thể được phân phối cho các máy tính chạy Player mà không phải trả tiền cho các giấy phép Workstation bổ sung nếu không được sử dụng thương mại.

## Lịch sử phiên bản
| Phiên bản chính | Ngày phát hành    | Thay đổi đáng kể |  |
| --------------- | ----------------- | --- |  |
| 1.0             | 6/6/2008          | Phát hành đầu tiên, với các hỗ trợ x86 |  |
| 2.0             | 28/8/2008         | |  |
| 2.5             | 6/10/2008         | |  |
| 3.0             | 27/10/2009        | - GUI: Thêm trình hướng dẫn GUI để tạo một máy ảo mới và chỉnh sửa cài đặt máy ảo - Hỗ trợ Windows 7 - Multiple-Monitor Display - Drag and Drop Enhancements - Virtual Printing |  |
| 3.1             | 25/5/2010         | |  |
| 4.0             | 4/10/2011         | - Bắt đầu với phiên bản này, cần có CPU x64 (64 bit) - Hệ điều hành chủ không cần 64-bit - Hệ điều hành khách 64 bit yêu cầu CPU máy chủ có Intel VT-x hoặc AMD-V - Thay đổi cài đặt và bàn phím nâng cao - Cải tiến phần cứng ảo - Hỗ trợ Windows 8 từ 4.0.5 - Thay đổi tài liệu |  |
| 5.0             | 22/8/2012         | - Hỗ trợ Windows 8 - giao diện người dùng mới - OpenGL 2.1 for Linux Virtual Machines - SuperSpeed USB 3.0 Support for Windows 8 - Ability to run Restricted Virtual Machines - Commercial license included with Fusion 5 Professional |  |
| 6.0             | 3/9/2013          | - Hỗ trợ Windows 8.1 and Windows Server 2012 R2 - Hỗ trợ lên tới 16 vCPUs (từ 4) - Hỗ trợ 8 TB ổ đĩa (từ 2TB) - USB Improvements (implemented USB 3 Streams) - SSD Pass-through (tối ưu hóa khi chạy SSD) - Virtual Machines that expire at creator-specified time |  |
| 7.0             | 1/10/2014         | - Ngừng hỗ trợ hệ điều hành chủ 32-bit - Hỗ trợ Windows 8.1 Update - Hỗ trợ Windows Server 2012 R2 - Hỗ trợ Windows 10 Technical Preview (Experimental support) - Hỗ trợ Ubuntu 14.10 - Hỗ trợ Red Hat Enterprise Linux 7 - Hỗ trợ CentOS 7 - Hỗ trợ openSUSE 13.2 - Hỗ trợ SUSE Linux Enterprise 12 - VMware Hardware Version 11 - Allocate up to 2GB video memory to a virtual machine |  |
| 12.0            | 24/8/2015         | - †VMware Player proper discontinued after v7; VMware Workstation Player 12 released - Support for Windows 10 - Support for Ubuntu 15.04 - Support for Fedora 22 - Support for CentOS 7.1 - Support for Red Hat Enterprise Linux 7.1 - Support for Oracle Linux 7.1 - Support for openSUSE 13.2 - Support for VMware Project Photon - Performance improvements for suspending and resuming encrypted virtual machines - Support for 4K monitors with high resolution UI |  |
| 12.1            | 8/12/2015         | Maintenance release that resolves some known issues |  |
| 12.5            | 13/9/2016         | - Support for Windows 10 Anniversary Update - Support for Windows Server 2016 - Bug fixes - Included security updates - Added more performance improvements |  |
| 14.0            | 26/9/2017         | - Hỗ trợ Windows 10 Creators Update - Hệ điều hành khách được hỗ trợ - Ubuntu 17.04 - Fedora 26 - CentOS 7.4 - RHEL 7.4 - Debian 9.1 - Oracle Linux 7.4 - SLE 12 SP3 - openSUSE 42.3 - Hỗ trợ Virtual NVME - Hỗ trợ Secure Boot - Network Latency Simulation - Hỗ trợ Native OVF |  |
| 14.1.2          | 21/5/2018         | Hệ điều hành khách và chủ được hỗ trợ: - Windows 10 Spring Creators Update - Ubuntu 18.04 |  |
| 15.0            | 24/8/2018         | - Hệ điều hành khách được hỗ trợ: - Windows 10 1803 - Ubuntu 18.04 - Fedora 28 - RHEL 7.5 - CentOS 7.5 - Debian 9.5 - openSUSE Leap 15.0 - FreeBSD 11.2 - ESXi 6.7 - DirectX 10.1 - Hỗ trợ REST API - Hỗ trợ VCSA 6.7 - USB tự động kết nối với máy ảo |  |
| 15.0.1          | 9/11/2018         | Host and guest operating system support: - Ubuntu 18.10 - Fedora 29 - RHEL 7.6 |  |
| 15.0.2          | 22/11/2018        | Host and guest operating system support: - Windows 10 October Update - Windows Server 2019 |  |
| 15.1            | 14/5/2019         | Guest operating system support: - Windows 10 19H1 - Ubuntu 19.04 - Red Hat Enterprise Linux 8.0 - Fedora 30 - ESXi 6.7 Update 2 |  |
| 15.5.0          | 19/9/2019         | Guest operating system support: - Windows 10 19H2 - Debian 10.0/10.1 - Debian 9.11 - Oracle Linux 8.0 - SLE 15 SP1 - FreeBSD 12.0 - PhotonOS 3.0 - Updated so virtual networks can now be configured with MTU size of up to 9000 bytes. - Updated to make network settings save after upgrades and adds the ability to import and export network configurations - New shortcut to quickly adjust VMware display layout - Update to make PVSCSI adapters supported by Workstation, which improves the compatibility for VMs migration between Workstation and vSphere. - Open VM Tools là công cụ VMware mặc định cho các máy ảo Linux hiện hành. - Sửa lỗi bảo mật |  |
| 16.0            | 14 September 2020 | - New Guest Operating System Support - RHEL 8.2 - Debian 10.5 - Fedora 32 - CentOS 8.2 - SLE 15 SP2 GA - FreeBSD 11.4 - ESXi 7.0 - Support for DirectX 11 and OpenGL 4.1 in the Guest - Hardware Requirements: - For Windows hosts, a native GPU that supports DirectX 11.0 is required. - For Linux hosts, latest NVIDIA proprietary drivers are required. - Software Requirements: - Host Operating System (64-bit): - Windows 8 or higher - GNU/Linux with NVIDIA drivers that support OpenGL 4.5 and above - Guest Operating System - Windows 7 or higher - GNU/Linux with vmwgfx                                                                              |  |

## Tài nguyên

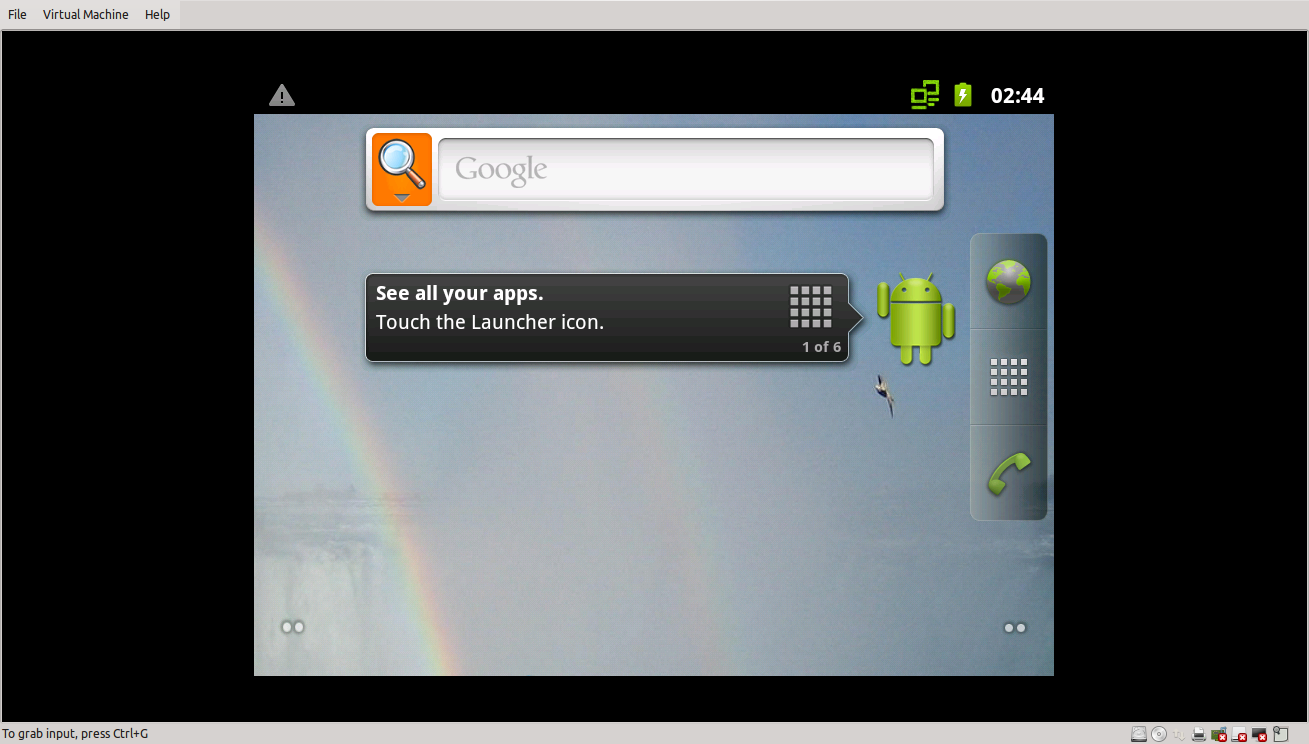
Ảnh chụp màn hình Android 2.3.7 đang chạy trên VMware Player 6.0

Nhiều máy ảo (VM) dựng sẵn chạy trên VMware Player, Workstation và các phần mềm ảo hóa khác có sẵn cho các mục đích cụ thể, thương mại hoặc miễn phí. Ví dụ, một "trình duyệt thiết bị" dự trên Linux với trình duyệt Firefox được cài đặt có sẵn có thể được sử dụng để duyệt Web an toàn; nếu bị nhiễm virus hoặc bị lỗi, nó có thể được thay thế bằng một bản sao sạch. Máy ảo có thể được cấu hình để thiết lập lại sau mỗi lần sử dụng mà không cần phải tạo lại từ file gốc. Các nhà cung cấp hệ điều hành có giấy phép thương mại thường yêu cầu cài đặt phải được cấp phép; Máy ảo có cài đặt hệ điều hành như vậy không thể được phân phối mà không bị hạn chế. Các máy ảo sẵn sàng sử dụng được cài sẵn các hệ điều hành của Microsoft hoặc Apple, đặc biệt, không được phân phối, ngoại trừ các phiên bản đánh giá.
VMware Player supports free-of-charge VMware Tools, which add significant functionality. Versions of Player for different platforms have their own Tools, not necessarily compatible with other versions. Sometimes Tools are updated belatedly; for example, Player 4.0.2 was released on ngày 24 tháng 1 năm 2012, but the corresponding version of Tools was not available for some time after that, restricting functionality of updated Player installations.
Các máy ảo được tạo bởi bất kỳ phần mềm VMware nào cũng có thể được sử dụng bởi bất kỳ phần mềm nào khác. Thường có thể sử dụng máy ảo được tạo bởi phần mềm máy ảo của một nhà sản xuất với phần mềm từ nhà sản xuất khác, trực tiếp hoặc thông qua quy trình chuyển đổi. Máy ảo chạy trên Microsoft Virtual Server và Virtual PC có thể được chuyển đổi để sử dụng bởi phần mềm VMware bởi VMware vCenter Converter. Phần mềm này cũng có thể tạo một máy ảo từ PC vật lý. Phiên bản VMware Player hiện tại là 17 beta.